# Џомо Кенијата
Џомо Кенијата (енгл. Jomo Kenyatta; Ичавери, 20. октобар 1894 — Момбаса, 22. август 1978) је био први премијер (1963 — 1964) као и први председник (1964 — 1978) Кеније. Сматра се оцем кенијске нације, и због тога и назив Кенијата (Отац Кеније). Аеродром у Најробију носи његово име као и велики број институција у Кенији, улице, главни тргови итд. 20. октобар се сматра државним празником у Кенији и носи његово име.

## Политичка каријера

### Пре независности
Кенијата је примљен у Законодавно Веће Кеније после пуштања из затвора 1961. године, када је Кариуки Нџири дао своје место у Кигуму (електорална област у Кенији) њему.
Од 1961. до 1962. је водио делегацију КАНУ-а (Кенијске афричке народне уније) на прву и другу Ланкастерску конференцију у Лондону где се разматрало о кенијском уставу. Избори су одржани у мају 1963. године, главни конкуренти су били Кенијатина КАНУ (унитарсти) и КАДУ (која се залагала за федералну државу). КАНУ је победио освојивши 83 места од 124 укупно. 1. јуна 1963. Кенијата је постао премијер аутономне кенијске владе, док је краљица Елизабета II остала вођа државе (а после независности као Краљица Кеније). Залагао се да белци досељеници не напусте Кенију и пропагирао помирење.

### После независности
Кенијата је задржао улогу премијера после независности која је проглашена 12. децембра 1963.
1. јуна 1964. Кенијата је постао председник када је успео да излобира да парламент промени устав, те од Кеније начини републику, те је постао извршни председник: шеф државе, председник владе, као и врховни заповедник оружаних снага.
Владао је Кенијом на слични начин као и што су остале афрчке вође у то доба.
Његова политика се базирала на постепеној арфиканизацији владе, кроз задржавање великог броја службеника из Европе, и њихово полако замењивање Кенијцима.
10. новембра 1964. КАДУ се званично распала, и њени представници су се придружили КАНУ-у, формирајући једну партију.
Кенијата је поново изабран 1966. без противкандидата, и наредне године наставио кориговање устава, и јачао своју моћ. КАНУ је остала као једина политичка партија у Кенији.
На дан 29. јануара 1970. положио је заклетву као председник у будућем периоду. До краја његове владавине, Кенија је била једнопартијска земља и Кенијата је користио методе од казне до родољубља, као и пажљиво постављање људи у државни апарат, како би се што дуже одржао на власти. У неколико наредних мандата опет је представљао јединог кандидата за председника, те је остао на челу државе све до своје смрти 1978.

## Наслеђе
Мзее Џомо Кенијата, како је био познат међу масама, је био важан и утицајан државник у Африци. Сматра се да је он један од заслужних што је Кенија постала независна као и да је од ње направио релативно просперитетну капиталистичку државу. Водио је умерено прозападну политику, као и антикомунистичку економску филозофију и спољну политику. Међутим превидео је неке кључне ствари, попут реформе власништва, стварање нових институција, као и чланство Кеније у Уједињеним нацијама. За време његове владавине оформљена је релативно мирна и стабилну држава, развијала се економија и привлачене су велике количине страног капитала, те самим тим и створена црна кенијска средња класа.
Његов син Ухуру Кенијата постао је председник Кеније 2013. године.